# 庫利爾紅點鮭
庫利爾紅點鮭，為輻鰭魚綱鮭形目鮭科的其中一種，為溫帶淡水魚，分布於亞洲庫頁島、千島群島至日本、朝鲜半岛淡水、半鹹水及海域，體長可達75公分，棲息在底中層水域，生活習性不明。